# The Cave (Computerspiel)
The Cave (deutsch: „Die Höhle“) ist ein von Double Fine Productions entwickeltes 2013 erschienenes Action-Adventure.

## Handlung
The Cave erzählt die Geschichte von sieben Charakteren, die in eine mit einem Bewusstsein ausgestattete Höhle hinabsteigen, um ihre größten Wünsche zu erfüllen. Auf ihrer Suche werden die Charaktere mit ihrer Vergangenheit und den Gründen für ihre Suche konfrontiert.

## Spielprinzip und Technik
The Cave verbindet die Mechanik eines Jump-’n’-Run-Spiels mit Adventure-Elementen. Das Spiel wird aus einer Sidescrolling-Perspektive präsentiert, die Spielwelt setzt sich aus vorgerenderten, zweidimensionalen Bilderkulissen zusammen. Die dreidimensionalen Charaktere sind aus Polygonen zusammengesetzt. Der Spieler wählt zu Beginn drei aus sieben Spielfiguren aus und kann mit diesen durch die namensgebende Höhle laufen und springen. Gelegentlich stößt er auf Gegenstände, die er an bestimmten Stellen einsetzen muss, um weitere Areale der Höhle freizuschalten. Jede der sieben möglichen Spielfiguren hat eigene Fertigkeiten, die die Lösung des Spiels beeinflussen und den Zugang zu bestimmten, nur für diese Figur zugänglichen Levels, ermöglichen.

## Produktionsnotizen
Ron Gilbert trug die grundlegende Idee zu The Cave bereits seit über 25 Jahren mit sich herum. Die konkreten Arbeiten am Spiel begann er 2010 mit einem kleinen Team. Seine drei Grundideen waren die Auswahl unterschiedlicher Spielcharaktere durch den Spieler, das Grundkonzept eines leicht zu handhabenden Platformers sowie das Fehlen eines klassischen Adventure-Inventars. Für die Entwicklung des Spiels wurde die Game-Engine Buddha eingesetzt, eine Eigenentwicklung von Double Fine.

## Rezeption
The Cave erhielt gemischte Bewertungen. Da es jedoch als Download-Titel günstig vermarktet wurde, verziehen die Kritiker Mängel bei der technische Umsetzung und den geringen Anspruch. Häufig wurde, wie beispielsweise auch in der Kritik der c’t, der schwarze Humor, die Gestaltung der Charaktere und die nicht allzu schweren Rätsel gelobt, wohingegen die technische Umsetzung und der Langzeitspaß eher als durchschnittlich bewertet wurden. Das Spiel erinnerte Peter Steinlechner auf Golem.de an den ebenfalls von Ron Gilbert entwickelten Spieleklassiker Maniac Mansion. The Cave sei anders als jedes andere Adventure, das Ron Gilbert je machte, aber leider auch deutlich schlechter. Die Puzzle seien behäbig, mit viel Leerlauf dazwischen. Der Wiederspielwert sei gering, da nur ein kleiner Anteil abhängig von der Charakterwahl sei. Das Spiel sei mit viel Herz gemacht, ein Klassiker wie seine vorherigen Spiele sei es jedoch nicht.  Das Konzept mit zynischem Erzähler und origineller Umgebung gehe auf. Die Story bleibe schlicht. Die Knobeleinlagen seien stets fair und logisch. Die drei Protagonisten blieben im Spiel stets stumm. Dennoch böte sich ausreichend Situationskomik. Insgesamt verschenke das Spiel viel Potenzial. Der kooperative Modus erlaube immer nur einem Spieler zurzeit zu spielen. Die Portierungen unterscheiden sich kaum, seien jedoch auch in Hinblick auf die Steuerung nicht weiter optimiert worden. Auf der Wii U läuft das Spiel nicht ruckelfrei. Die Spielzeit sei überschaubar.